# Відслонення крейди в місті Кременець
Відсло́нення кре́йди в мі́сті Кре́менець — геологічна пам'ятка природи місцевого значення в Україні. Розташована у східній частині міста Кременець, у старому кар'єрі. 
Площа — 0,25 га. Оголошене об'єктом природно-заповідного фонду рішенням виконкому Тернопільської обласної ради від 26 грудня 1976 року № 637. Перебуває у віданні Кременецького заводоуправління будматеріалів. 
Під охороною — відслонення потужної товщі білої писальної м'якої крейди з кремовим відтінком із численними рештками викопної морської фауни (морських їжаків і скатів, теребратулів, зубів акул та інших). 
Крейда належить до туронського ярусу крейдової системи. В товщі крейди чітко простежується 5 горизонтів із конкреціями чорного і сірого кремнію, часто трапляються конкреції марказиту діаметром 5—6 см.